# Dominova skalka
Dominova skalka je přírodní památka v okrese Sokolov jižně od obce Nové Vsi v centrální části CHKO Slavkovský les. Cílem ochrany je zachování rostlinných společenstev na hadcovém substrátu s typickými společenstvy. Název Dominova skalka navrhl vedoucí AOPK v Plzni Miloš Hostička na počest Karla Domina, botanika a autora fytogeografické studie o květeně Slavkovského lesa. O území pečuje Správa CHKO Slavkovský les.

## Popis oblasti

### Geologie
Jedná se o morfologicky výrazné výchozy serpentinitu (hadce), který je součástí Vlčího hřbetu, největšího hadcového tělesa v mariánsko-lázeňském metabazitovém komplexu. Zde se dají pozorovat hadce vzniklé silnou serpentinizací na amfibolitovém podloží Kladské skupiny. Během historického vývoje došlo k vyzvednutí hadců s výrazným deformačním páskováním. V hadcích je možno pozorovat relikty původních minerálů (např. pyroxeny, spinel), oproti tomu olivín prošel celkovou přeměnou. Během geofyzikálních měření bylo zjištěno, že těleso hadců je výraznou tíhovou a magnetickou anomálií. U paty největšího skalního výchozu se nacházejí menší suti a balvany.
V minulosti probíhala na území těžba kamene na stavbu náspů a cest. Těžba však měla velmi omezený rozsah a v současnosti jsou její stopy v terénu již téměř nerozpoznatelné.
Zvětráváním hadce vznikla půda s vysokým obsahem hořčíku. Tento specifický substrát výrazně ovlivňuje místní vegetaci. 

### Flóra a fauna
Lokalita je vegetačně shodná s nedalekou národní přírodní památkou Křížky. Území je významnou lokalitou hadcových rostlinných společenstev s výskytem vřesovce pleťového (Erica carnea), endemického rožce kuřičkolistého (Cerastium alsinifolium), sleziníku nepravého (Asplenium adulterinum), sleziníku hadcového (Asplenium cuneifolium), kriticky ohroženého svízele sudetského a dalších druhů. V oblasti žijí vzácné druhy hmyzu, typické pro reliktní nelesní biotopy. Z motýlů zde žijí například otakárek fenyklový (Papilio machaon) a batolec duhový (Apatura iris).